# Becicherecu Mic (gmina)
Becicherecu Mic – gmina w Rumunii, w okręgu Temesz. W 2011 roku liczyła 3207 mieszkańców. Składa się z jednej wsi – Becicherecu Mic.